# 清水脩
清水 脩（しみず おさむ、1911年11月4日 - 1986年10月29日）は、日本の作曲家。カワイ楽譜（現：カワイ出版）元社長。大阪府大阪市天王寺区出身。

## 略歴
1932年（昭和7年）大阪外国語学校（新制大阪外国語大学の前身、現：大阪大学外国語学部）のフランス語科を卒業後、1938年（昭和12年）に東京音楽学校（現：東京芸術大学）選科に入学、橋本國彦に作曲、細川碧らに理論を学ぶ。1939年（昭和14年）、第8回音楽コンクール作曲部門で「花に寄せたる舞踏組曲」が1位入選、1950年（昭和25年）「インド旋律による四楽章」が芸術祭管弦楽曲に入選、1953年（昭和28年）に「交響曲第1番」で第1回尾高賞の佳作に入選、1955年（昭和30年）に歌劇「修禅寺物語」で伊庭歌劇賞および毎日音楽賞を受賞。1975年（昭和50年）に紫綬褒章、1982年（昭和57年）に勲四等旭日小綬章を受ける。
第二次世界大戦後の日本の作曲界の隆盛に尽力し、顕著な業績を残した。真宗大谷派寺院に生まれ、父が舞楽を行っていたという環境から、日本の音楽に積極的に関心を示し、邦楽器のための作品を数多く残した。また、オペラや合唱にも力を注いだ。清水が残したオペラ、オペレッタは15作、合唱曲は400曲以上に及び、「蓮如」「樹下燦々」などの仏教讃歌もいくつか残している。特にオペラ「修善寺物語」はスタンダードレパートリーとなっており、2009年に新国立劇場で外山雄三指揮（若杉弘病気のため変更）、坂田藤十郎演出で上演されている。合唱の分野では、作曲や出版（後述）、合唱指揮のみならず、厚生音楽運動の推進および全日本合唱連盟の設立に関わっている。
大阪外語学校在学中はグリークラブに所属していた。当時のパートはバリトンであったが、自身の声域はバスであった。かつて名古屋の東海メールクワイアーを指導したとき、D2の低音を楽々発声してみせたというエピソードがある。
作曲家として活躍するかたわら、出版業にも早くから関わった。音楽之友社には設立間もない頃に入社し、『音楽之友』の編集に携わっている。カワイ楽譜時代には、合唱曲の出版を精力的に行った。自身の合唱曲については「清水脩合唱曲選集」というシリーズを冠している。カワイ楽譜の倒産後は、音楽之友社が彼の版権を引き受け、「清水脩・合唱曲全集」として1975年から1982年にかけて21巻まで刊行した（この全集に収録されていないものも少なくない）。フランス語に堪能で、理論書の他ベルリオーズの「回想録」翻訳も行なっている。
弟子には、多田武彦などがいる。

## 主な作品

### 歌劇
- 修禅寺物語
- 炭焼姫
- 青空を射つ男
- セロ弾きのゴーシュ
- 歌い骸骨
- 俊寛
- 有福詩人
- 聟選び
- 大仏開眼
- 生田川（合唱オペラ）
- 横笛（モノ・オペラ）
- 吉四六昇天（大分県民オペラ）
- 鹿踊りのはじまり
- 山にのぼる
- かぐや姫

### 管弦楽
- 花に寄せたる舞踊組曲
- フルートとピアノのための詩曲
- インド旋律による四楽章
- 交響曲第1番
- 交響曲第2番
- 交響曲第3番[5]
- 箏と管弦楽のための六段「千鳥」

### 室内楽・器楽
- 六つの断章（箏）
- 弦楽四重奏曲
- 箏二面のための喜遊曲
- 詩のための音楽「智恵子抄」（箏、フルート、クラリネット、ヴァイオリン、ヴィオラ、チェロ、打楽器）
- 三つのエスキス（2箏、十七絃）

### 歌曲
（）内の人物は作詩。
- 抒情小曲集（室生犀星）
- 在りし日の歌（中原中也）
- 三つの詩（三好達治）
- 智恵子抄（高村光太郎）
- 唐詩選六篇（井伏鱒二訳）
- 樹木（高見順）
- 月に吠える（萩原朔太郎）

### 合唱
- 日本の花第1集、第2集（大木惇夫）
- カンタータ「蓮如」（土岐善麿）
- 男声合唱組曲「月光とピエロ」（堀口大學／混声合唱版あり）
- そうらん節（北海道民謡）
- カンタータ「樹下燦々」（阿南知也）
- 三つの俗歌（北原白秋）
- 台湾ツウオ族の歌
- 最上川舟唄（山形県民謡）
- 男声合唱組曲「山に祈る」（混声合唱版あり）
- 大手拓次の三つの詩
- 朔太郎の四つの詩
- アイヌのウポポ
- カンタータ「歎異抄」（土岐善麿）
- 男声合唱曲「智恵子抄巻末のうた六首」（高村光太郎／混声合唱版あり）
- 男声/混声合唱組曲「廟堂頌」（長田恒雄）
- 成道讃歌（長田恒雄）
- 君はいま～追悼のうた～（長田恒雄）
- 男声合唱組曲「青い照明」（宮沢賢治）
- 阿波祈祷文（野上彰）
- カンタータ「仏教大師讃歌」
- 黙示（木原孝一）
- 死の淵より（高見順）

### 校歌
- 大阪府立箕面高等学校
- 大谷中学校・大谷高等学校 （京都府）
- 小松大谷高等学校 (石川県)
- 北海道札幌啓成高等学校
- 北海道室蘭工業高等学校
- 山形県立新庄北高等学校
- 山形県立天童高等学校
- 日本大学山形高等学校
- 福島県立小名浜高等学校
- 神奈川県立茅ヶ崎北陵高等学校
- 山梨県立甲府南高等学校[6]
- 長野県小諸高等学校
- 石川県立大聖寺高等学校
- 大阪府立八尾高等学校
- 兵庫県立宝塚高等学校
- 雲雀丘学園
- 甲陽学院中学校・高等学校（学院歌）
- 福岡教育大学附属小倉小学校
- 佐賀県立佐賀西高等学校
- 北九州市立祝町小学校
- 千葉県立千葉工業高等学校

### 著書
- 職場に音楽を採り入れる方法（厚生音楽研究会）
- 合唱指導必携（日本音楽雑誌）
- 合唱と合奏の指導（河出書房）
- 簡易楽曲の作曲及び編曲法（河出書房）
- 標準音楽通論（音楽之友社）
- 書き落した楽章（カワイ楽譜）
- 合唱の素顔（カワイ楽譜）
- 基礎音楽通論（カワイ楽譜）
- わがオペラの軌跡（音楽之友社）